# CA River Plate (Montevideo)
A Club Atlético River Plate egy uruguayi labdarúgócsapat, melyet Montevideóban hoztak létre 1932-ben. A Primera Divisiónban szerepel.

## Története
Az együttes két korábbi labdarúgóklub (Olimpia és Capurro) egyesítéséből született. Megalakulásuk után költöztek az Olimpia Parkba, amely ma már az Estadio Saroldi nevet viseli. A stadiont Federico Omar Saroldiról keresztelték át, aki a River Plate első portása volt és a Central Español elleni egyik mérkőzésen veszítette életét.
1932 és 1942 között a legnagyobb uruguayi labdarúgók szerepeltek a River csapatában, köztük Severino Varela és Héctor Puricelli. Az első világhírnévre szert tévő uruguayi játékos Isabelino Gradín, az egyesítés előtt az Olimpia keretének a tagja volt.

## Sikerlista
- Uruguayi bajnokság (4):
  - Uruguayi Primera División (AUF) (4): 1908, 1910, 1913, 1914

## Játékoskeret
2021. január 18-tól
| #  |     | Poszt | Név                 |
| -- | --- | ----- | ------------------- |
| 12 | URU | K     | Lucas Machado       |
| 25 | URU | K     | Fabrizio Correa     |
| 2  | URU | V     | Guzmán Rodríguez    |
| 3  | URU | V     | Tiago Galletto      |
| 4  | URU | V     | Horacio Salaberry   |
| 6  | URU | V     | Facundo Silvera     |
| 7  | URU | V     | Nicolás Rodríguez   |
| 13 | URU | V     | Gonzalo Viera       |
| 14 | URU | V     | Marcos Montiel      |
| 22 | URU | V     | Claudio Herrera     |
| 24 | URU | V     | Santiago Brunelli   |
| 26 | URU | V     | Santiago Pérez      |
| 5  | URU | KP    | Facundo Ospitaleche |
| 8  | URU | KP    | Maximiliano Calzada |

| #  |     | Poszt | Név                   |
| -- | --- | ----- | --------------------- |
| 10 | URU | KP    | Diego Vicente         |
| 15 | URU | KP    | Juan Pablo Plada      |
| 17 | URU | KP    | Ribair Rodríguez      |
| 20 | URU | KP    | Sebastián Píriz       |
| 21 | URU | KP    | Facundo Bonifazi      |
| 27 | URU | KP    | Juan Ignacio Quintana |
| 28 | URU | KP    | José Neris            |
| 30 | URU | KP    | Adrián Leites         |
| 9  | URU | CS    | Matías Arezo          |
| 11 | URU | CS    | Nicolás González      |
| 18 | URU | CS    | Thiago Borbas         |
| 19 | URU | CS    | Juan Manuel Olivera   |
| 23 | URU | CS    | Matías Alonso         |
| 31 | URU | CS    | Agustín Morales       |

## A klub híres játékosai
- José Vicente Grecco
- Richard Porta
- Flavio Córdoba
- Carlos Sánchez Moreno
- Luis Marín
- Polo Carrera
- José Luis Pineda
- Nelson Abeijón
- Edgardo Adinolfi
- Iván Alonso
- Carlos Aguilera
- Fernando Álvez
- Osvaldo Canobbio
- Juan Ramón Carrasco
- Gabriel Cedrés
- Fernando Correa
- José María Franco
- Isabelino Gradín
- Pablo Granoche
- Baudilio Jáuregui
- Luis Diego López
- Hernán Rodrigo López
- Ernesto Mascheroni
- Carlos María Morales
- Fernando Morena
- Pedro Catalino Pedrucci
- Fernando Picun
- Gustavo Poyet
- Ettore Puricelli
- Santiago Silva
- Sebastián Taborda
- Severino Varela
- Waldemar Victorino
- Alexis Viera
- Oscar Zubía
- Andreé González
- Giancarlo Maldonado